# Bożena Henczyca
Bożena Katarzyna Henczyca z domu Mielczarek (ur. 19 kwietnia 1976 w Kluczborku) – polska polityk i urzędnik samorządowy, filolog polski, wójt gminy Perzów (2009–2014), posłanka na Sejm VII i VIII kadencji (2014–2019).

## Życiorys
Uzyskała magisterium z filologii polskiej na Wydziale Filologii Polskiej i Klasycznej Uniwersytetu im. Adama Mickiewicza w Poznaniu. Pracowała jako dziennikarka w „Tygodniku Kępińskim”.
Zaangażowała się w działalność polityczną w ramach Platformy Obywatelskiej. W 2009 została pełniącą funkcję wójta gminy Perzów. Wygrała następnie przedterminowe wybory na ten urząd w tym samym roku i ponownie w wyborach samorządowych w 2010.
W wyborach w 2011 bez powodzenia kandydowała z listy PO do Sejmu w okręgu kaliskim, otrzymując 3199 głosów. W 2014 uzyskała reelekcję w wyborach samorządowych. Zrezygnowała kilka tygodni później, obejmując 17 grudnia 2014 mandat poselski w miejsce Łukasza Borowiaka.
W 2015 z powodzeniem ubiegała się o poselską reelekcję (dostała 8599 głosów). W Sejmie VIII kadencji została członkinią Komisji Polityki Społecznej i Rodziny oraz Komisji Kultury i Środków Przekazu, pracowała też w Komisji Polityki Senioralnej (2015–2017) oraz Komisji Gospodarki i Rozwoju (2017–2018). W wyborach w 2019 nie została ponownie wybrana. Również w 2023 bez powodzenia kandydowała do Sejmu z ramienia Koalicji Obywatelskiej. W wyborach samorządowych w 2024 wybrano ją do rady powiatu kępińskiego.

## Wyniki w wyborach ogólnopolskich
| Wybory | Komitet wyborczy   | Komitet wyborczy      | Organ             | Okręg | Wynik          |
| ------ | ------------------ | --------------------- | ----------------- | ----- | -------------- |
| 2011   |                    | Platforma Obywatelska | Sejm VII kadencji | nr 36 | 3199 (0,94%)   |
| 2015   | Sejm VIII kadencji | Platforma Obywatelska | 8599 (2,37%)      | nr 36 |                |
| 2019   |                    | Koalicja Obywatelska  | Sejm IX kadencji  | nr 36 | 10 689 (2,33%) |
| 2023   | Sejm X kadencji    | Koalicja Obywatelska  | 4901 (0,90%)      | nr 36 |                |